# The White Chamber
White Chamber (с англ. — «Белая камера» или «Белая комната») — дебютная компьютерная игра от независимой английской студии Studio Trophis, бесплатный графический квест в жанре хоррор. Игра разработана на бесплатном движке WME и классифицируется как любительский квест ввиду некоммерческого характера. В декабре 2009 года на сайте Studio Trophis было опубликовано сообщение о прекращении деятельности, таким образом White Chamber стал первой и последней игрой этой студии.

## Выход
Первый выход White Chamber состоялся в 2005 году. Эта версия предлагала игроку 4 разных концовки и не содержала голосового озвучивания. В ходе дополнений и изменений игра была преобразована, и стала доступной версия, содержащая озвучивание на английском и немецком, а также субтитры на английском, немецком, польском, чешском, португальском, греческом, итальянском и русском языках.
В 2008 году были опубликованы исходные коды игры, лицензированные для Creative Commons, так что любой желающий может вносить в игру изменения при условии указания авторства Studio Trophis и без извлечения из продукта коммерческой прибыли.

## Сюжет
Игра начинается с короткого вступительного ролика, где становится понятно что главная героиня (её зовут Сара) вылезает из гроба. После этого, выбравшись из комнаты с гробом, можно найти панель управления, направив с её помощью станцию на солнце. Солнечные батареи зарядят станцию.
Опустившись на нижние уровни станции, можно обнаружить в новых помещениях проигрыватель для дисков и видеокассету. Побродив по станции в шкафах можно наткнуться на баночку с «Dr.Salt» (пародия на «Dr.Pepper») и найти левую руку. В мед отсеке что то горит, поэтому мы не можем туда зайти. Вернувшись в комнату с панелью управления, можно увидеть что на пульте лежит существо со множеством щупалец, всё измазано кровью, а выходы заблокированы паутиной и висящими на них трупами. Существо убивает главную героиню, и она приходит в себя в большом холле, там она находит первый видеодиск и записку. Вернувшись в комнату с панелью управления, она находит тело в трубе, можно попытаться спасти его топором, а можно просто спустить его в вентиляцию. После, можно найти в трубе правую руку этого бедолаги. Далее, использовать записку для расшифровки кода для запуска робота, робот находится в мед отсеке, и видно что на кровати горит чьё-то тело. Робот не может потушить пожар, и поэтому надо приказать ему открыть дверь в открытый космос, тело уже догорит, и останутся лишь вмятины. В ящиках мед отсека можно найти конверт с видеокассетой.
Поместив её в кассетник, на записи можно увидеть как она подвергается пытке электрошоком, вдруг, с ней происходит это уже в реальности. Кинув в кассетник старый лазерный пистолет, можно остановить этот кошмар. Потом она находит ещё один диск. В комнате с проигрывателем для дисков, висит холодильник с туловищем внутри. После взятия туловища холодильник проваливается в никуда. Найдя в холле, где вы очнулись ранее, голову (без глаз) и глаза(в коробочке которую надо открыть медицинским лазером), можно попасть в склад с помощью ID-карты с закодированным ДНК, найденном после случая с электрошоком. Пройдя в морозилку, можно найти в ней тело ещё живого человека, можно согреть его, а можно попытаться узнать у него что происходит. Но его голова взрывается и морозилка оказывается залита кровью. Здесь героиня берёт ногу, и идёт с ней в мед отсек. Складываем из наших частей, чьё-то тело, и уходим. Вернувшись, обнаруживаем пропажу тела, оно сидит в карантинной зоне. Это оказывается ловушкой, и вы сами оказываетесь в камере. Берём здесь третий и последний видеодиск, отвечаем на вопросы, и уходим оттуда.
Бродя по станции, мы находим вентиляционную трубу со сбитой пломбой, влезаем в неё и оказываемся в «Белой камере» с артефактом, тело у артефакта имеет обезображенное лицо, это Артур — последний выживший на станции, ныне мёртвый. Вдруг экран над артефактом загорается и он разъясняет, что происходящее — её рук дело. Она убила всех на станции. После этого, можно спокойно уходить, по пути к выходу (спасательной капсуле) она вспоминает свои убийства. Постепенно она осознаёт что это делал за неё артефакт. В спасательной капсуле, вы либо уходите, либо остаётесь там навеки, в зависимости от того как вы прошли игру.

## Концовки
Добро пожаловать в космос.
Если войти в дверь слева в холле, то в первый раз героиня окажется на пляже. При повторном открытии двери, Сару чуть не уносит в открытый космос; если уговорить открыть дверь в третий раз, то героине в этот раз не спастись. Её уносит в космос.
Электрошокер.
Если, оказавшись в ловушке на операционном столе с креплениями-электродами на конечностях и голове, подождать несколько минут (изображение в левом верхнем углу экрана превратится в череп), ничего не предпринимая, то героиня погибнет от шока.
Смертельный запах.
Если войти в центральную комнату, пока там висит холодильник, несколько раз (то есть зайти, например, в холл, а затем вернуться обратно), то героиня задохнётся и погибнет из-за взрыва её головы.
С днём рождения! 
(Шуточная концовка)
Всё, что произошло с Сарой, — розыгрыш на её день рожденья. Пока Сара разговаривает с, внезапно, живой командой, в космическую станцию врезается метеорит, вся команда погибает. Доступна только при прохождении по инструкции, написанной разработчиками.
Ты проклята!
Сара снова просыпается в гробу, крышка которого в этот раз откинута. Её убивают призраки членов команды.
(Альтернативная версия)
«Неспособная искупить свои грехи, она попадает в бесконечный цикл.» Раз за разом героиня будет вынуждена просыпаться в гробу и заново переживать все события, пока не заслужит прощения.
Для получения данной концовки необходимо завершить игру с чистой доской (завершается смертью) или с количеством отметин меньше четырёх.
Ты прощена…
За попытки «спасти» тела, души команды понимают, что она убила их под воздействием артефакта, и прощают её. Она покидает станцию и попадает на необитаемый остров, прилетев на Землю. После титров показывают артефакт, лежащий в густом тропическом лесу.
Голод.
В карантинной камере надо отказаться от предложения выйти, и, после этого, вы умрёте в камере от голода.

## Видеодиски
Артур, учёный станции, оставил видеодиски с аудиозаписями. Всего видеодиска три.
Видеодиск #1
Я недавно прибыл на станцию, все здесь взволнованы, и шёпотом говорят о «Белой комнате». Судя по всему там что-то происходит. Доктор Гудвин и охранник Уэлс боятся входить туда. Все относятся ко мне с подозрением. Лишь профессор Саллавайн (Сара-главная героиня) относится ко мне по доброму. Такое ощущение, что я им совсем не нужен.
Видеодиск #2
Что-то происходит, сегодня ночью пропал ассистент профессора Саллавайн Джи-Ли. Все смотрят на меня с подозрением, даже Сара стала ко мне холодней. Капитан считает, что это моя вина. Прошу прислать сюда группу помощи.
Видеодиск #3
Сара нашла тело доктора Гудвина в вентиляции. Меня посадили в карантинную камеру. Я нашёл способ выбраться оттуда. Я надеюсь, что оставшиеся в живых поймут, кто убивает членов команды.

## Убийства
Джи-Ли
Во время спора о вызове команды для помощи с артефактом, Сара толкнула Джи-Ли, тот ударился головой о угол панели управления и погиб. Сара спрятала его тело в консоли, под панелью. (Во время игрового процесса искажённый Джи-Ли лежит на пульте управления. При попытке подойти к нему он протыкает Сару рукой, после чего героиня приходит в себя в холле.)
Уэлс
Уже попавшая после первого убийства под действие артефакта, Сара убивает охранника ломом, пока тот сидит за системами слежения, так как он наблюдал за камерами слежения и мог видеть что она убила Джи-Ли. Тело она прячет под полом. (Во время игрового процесса тело плавает в «цистерне». Для прохождения необходимо очистить цистерну. Предварительно можно попытаться разбить цистерну для получения отметины на доске.)
Доктор Гудвин
В порыве бешенства сбрасывает его в систему вентиляции. (Во время игрового процесса на месте вентилятора стоит дробилка. Тело Гудвина (использовано для пазла с телом Артура) находится в холодильнике в центральной комнате. Как ни странно, туловище с одной ногой относительно цело.)
Капитан
Сара видит в его глазах подозрения, и поэтому она топит его в ванне, предварительно выкалывая глаза. (Во время игрового процесса, когда Сара попадает в «Адский» коридор, огромное глазное яблоко висит на стене за решёткой. Рядом с яблоком прибито распятое вниз головой тело (безголовое, кстати), кровавый след к которому тянется из дыры в полу. По мере прохождения этого участка глаз начинает шевелиться. Любопытно, что тело на стене похоже на изуродованное тело Сары. Также, глазные яблоки обнаруживаются в левом шкафу центральной комнаты. Они упакованы в коробку из прочного металла.)
Артур
Войдя в «Белую комнату», Артур попадает в ловушку Сары. Сара травит его газом, а затем добивает ломом, пока тот не может сопротивляться. Возможно, его душа слилась с артефактом. («Я сделал то, что не смогла сделать ты в своей одержимости. Я пробудил мощь Артефакта, и он мне ответил. Моя ненависть, моя горечь сделали это.» Также, во время игрового процесса, Сара собирает тело Артура из частей тел всей команды. Оторванная голова плавает в ванне, где был утоплен капитан. Рука в правом шкафу центральной комнаты, судя по обрывкам халата и зажатом в пальцах диску, также принадлежит Артуру)

## Переиздание
13 мая 2014 года была анонсирована обновлённая версия игры По словам разработчиков, игра будет отличаться графикой в высоком разрешении, оптимизированной под соотношение 16:9, полностью перерисованной анимацией, новым озвучиванием, а также некоторыми новыми головоломками и локациями. В качестве бонуса с игрой будут поставляться материалами о создании и аудиодрама-приквел. Игра разрабатывается для Windows, Linux, Mac и iOS.